# Gebrüder Manetti

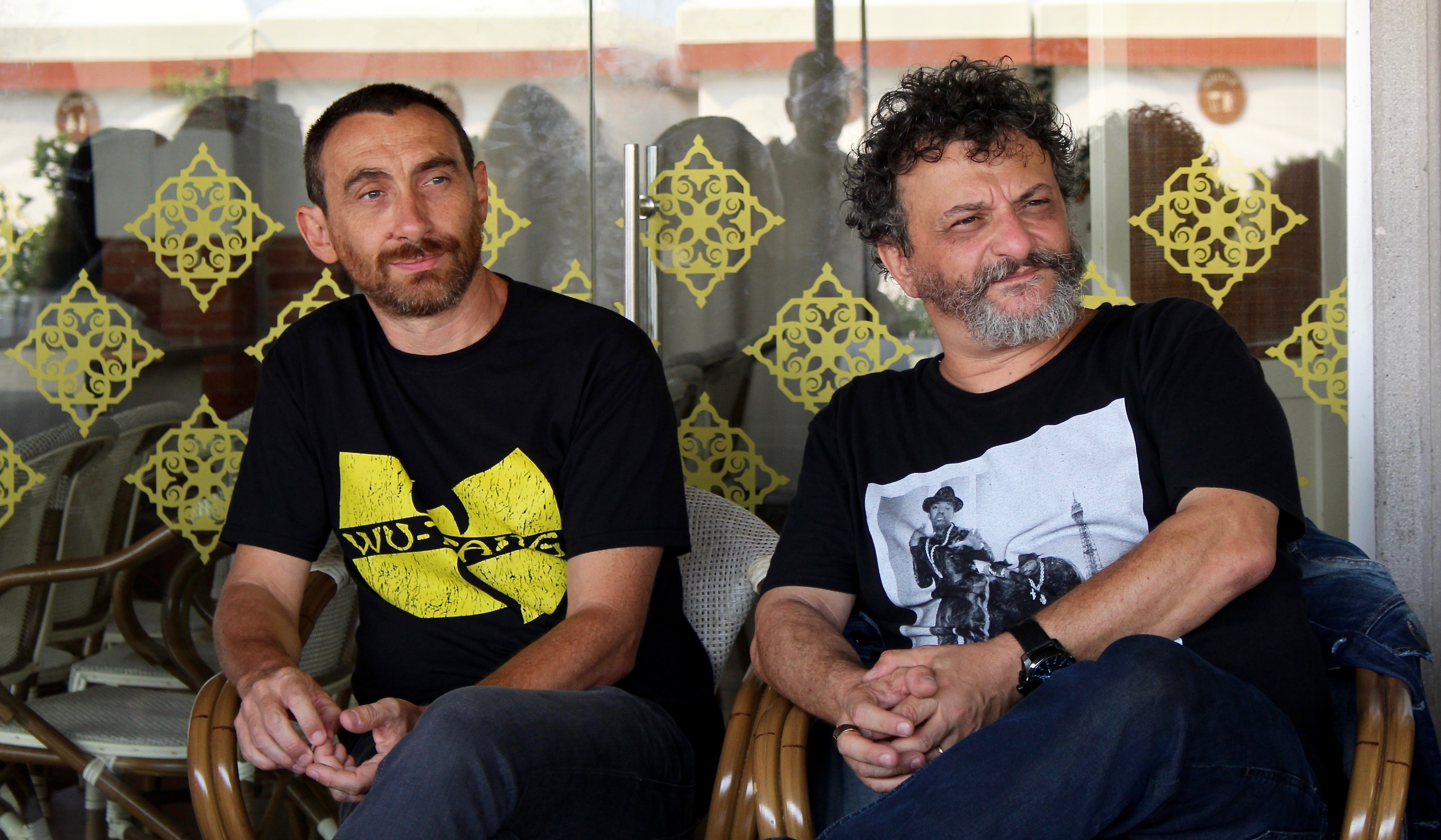
Die Gebrüder Antonio und Marco Manetti

Marco Manetti (* 15. Januar 1968 in Rom) und Antonio Manetti (* 16. September 1970 in Rom) sind italienische Schauspieler, Filmregisseure und Drehbuchautoren.
Nach Studium des Drehbuchschreibens bei Agenore Incrocci, Furio Scarpelli und Ettore Scola legte Antonio Manatti 1994 einen Kurzfilm vor, den er auf Video drehte. Einem Episodenbeitrag für De Generazione folgte 1997 Torino Boys, wie ersterer mit seinem Bruder Marco zusammen inszeniert. Marco arbeitete mit Vittorio Sindoni und drehte den Kurzfilm Passaparola, bevor er sich seinem Bruder anschloss. Vom gleichen Duo folgte 2000 der kommerzieller ausgerichtete Zora la vampira. Dem 2005 entstandenen Thriller Piano 17 ließen die Brüder Folgen für eine Fernseh-Krimiserie und 2011 L'arrivo di Wang folgen. Hin und wieder nahm Manetti Angebote als Schauspieler wahr.
Seit der Jahrtausendwende produzieren die Brüder Manetti ihre Filme selbst.

## Filmografie (Auswahl)
- 1997: Torino Boys
- 2000: Zora la vampira
- 2005: Piano 17
- 2011: L’arrivo di Wang
- 2012: Paura
- 2013: Song ’e Napule
- 2017: Ammore e malavita
- 2021:  Diabolik